# Lefkoşa (huyện)

Vị trí huyện Lefkoşa ở Bắc Síp

Lefkoşa là một huyện của Bắc Síp. Nó được chia thành 2 phân huyện: Lefkoşa và Değirmenlik. Dân số năm 2006 là 84.776 người.
Huyện Güzelyurt đã được tách ra từ huyện Lefkoşa. Một vài phần của huyện Larnaca của Cộng hòa Síp được quản lý bởi huyện Lefkoşa.